# Villard-de-Lans
Villard-de-Lans ist eine französische Gemeinde mit 4.365 Einwohnern (Stand 1. Januar 2022) im Département Isère in der Region Auvergne-Rhône-Alpes und gehört zum Kanton Fontaine-Vercors.

## Lage
Villard-de-Lans liegt rund 19 Kilometer südwestlich von Grenoble (Luftlinie) auf einer Hochebene im Vercors-Gebirge, flankiert von den Bergen Roc Cornafion (2049 m) im Osten und Grande Moucherolle (2284 m) im Süden. Die Gemeinde gehört zum Regionalen Naturpark Vercors und wird vom Fluss Bourne durchquert, in den hier auch sein Zufluss Méaudret einmündet.

## Bevölkerungsentwicklung
| Jahr                       | 1962 | 1968 | 1975 | 1982 | 1990 | 1999 | 2011 | 2017 |
| Einwohner                  | 2760 | 3085 | 3258 | 3224 | 3346 | 3798 | 4038 | 4210 |
| Quellen: Cassini und INSEE |      |      |      |      |      |      |      |      |

## Tourismus
Bekannt ist Villard-de-Lans als Tourismusort. Der Ort grenzt an den Naturpark Vercors an. Aus diesem Grund achtet die Gemeinde auf nachhaltigen, sanft-mobilen Tourismus und ist Mitglied der alpenweiten Kooperation Alpine Pearls. Das Skigebiet, das auch von der Nachbargemeinde Corrençon-en-Vercors aus erreicht werden kann und bis in eine Höhe von 2050 Meter reicht, besitzt 125 km Skipisten. Das Netz der Langlaufloipen ist 130 km lang. Während der Sommersaison stehen ein Golfplatz, zwei Reitsportzentren sowie zahlreiche markierte Wanderwege und Mountainbike-Pfade zur Verfügung. Etwas oberhalb des Dorfes befindet sich die Feriensiedlung Le Balcon de Villard-Côte 2000.
In den Jahren nach 1938 warb die französische Staatsbahn SNCF mit einem Plakat von Roger Broders für das „Kinderparadies“ Villard-de-Lans mit Kindern bei der Morgengymnastik vor dem Hintergrund der schneebedeckten Bergwelt.
Während der Olympischen Winterspiele 1968 fanden in Villard-de-Lans auf der Piste de luge Villard-de-Lans die Wettbewerbe im Rennrodeln statt. Nach der vorübergehenden Schließung im Jahr 1994 wurde die Rodelbahn umgebaut; sie verfügt heute über einen Kunststoffbelag, der einen ganzjährigen Betrieb ermöglicht.

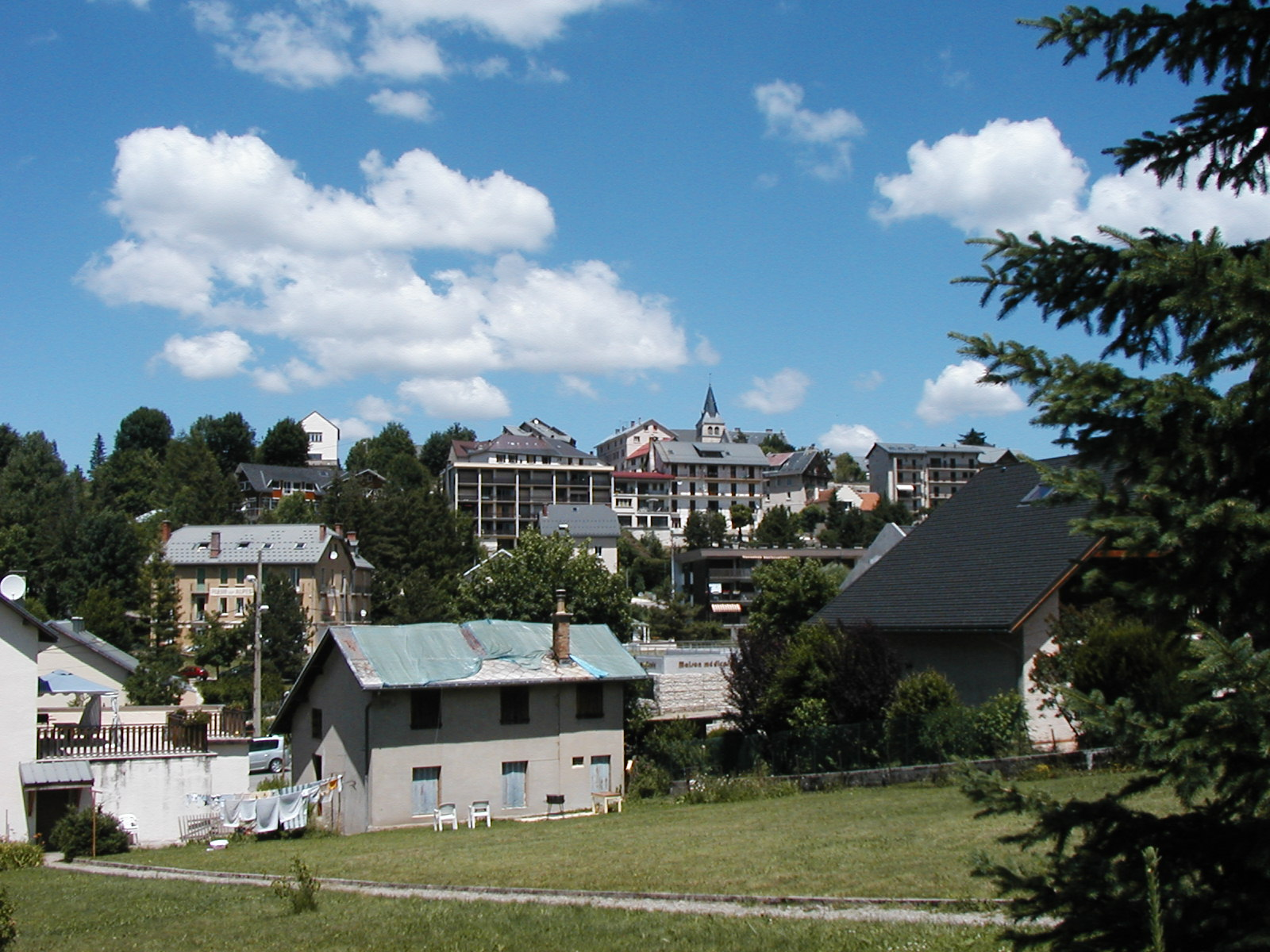
Zentrum von Villard-de-Lans
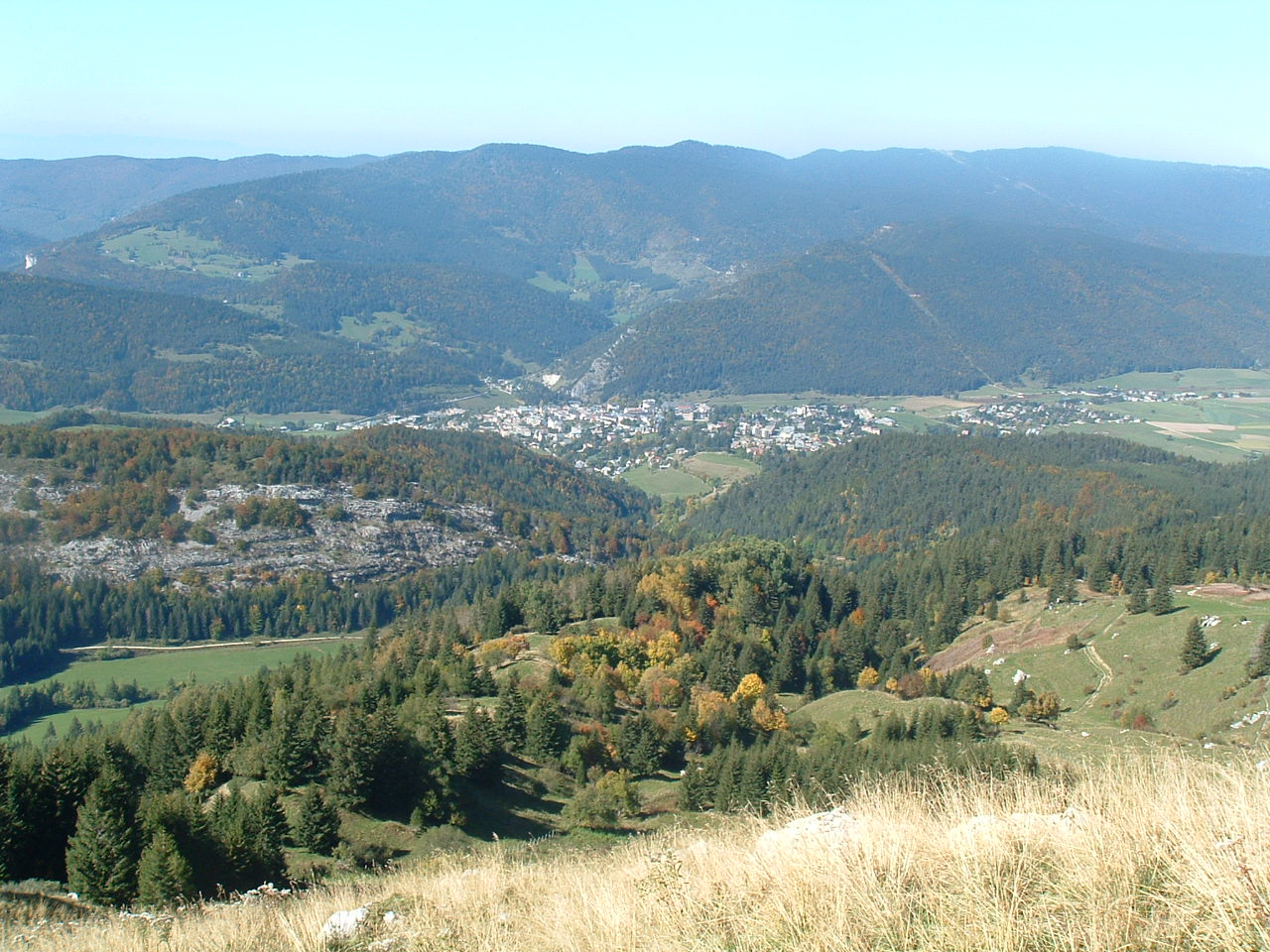
Blick auf Villard-de-Lans von Südosten her
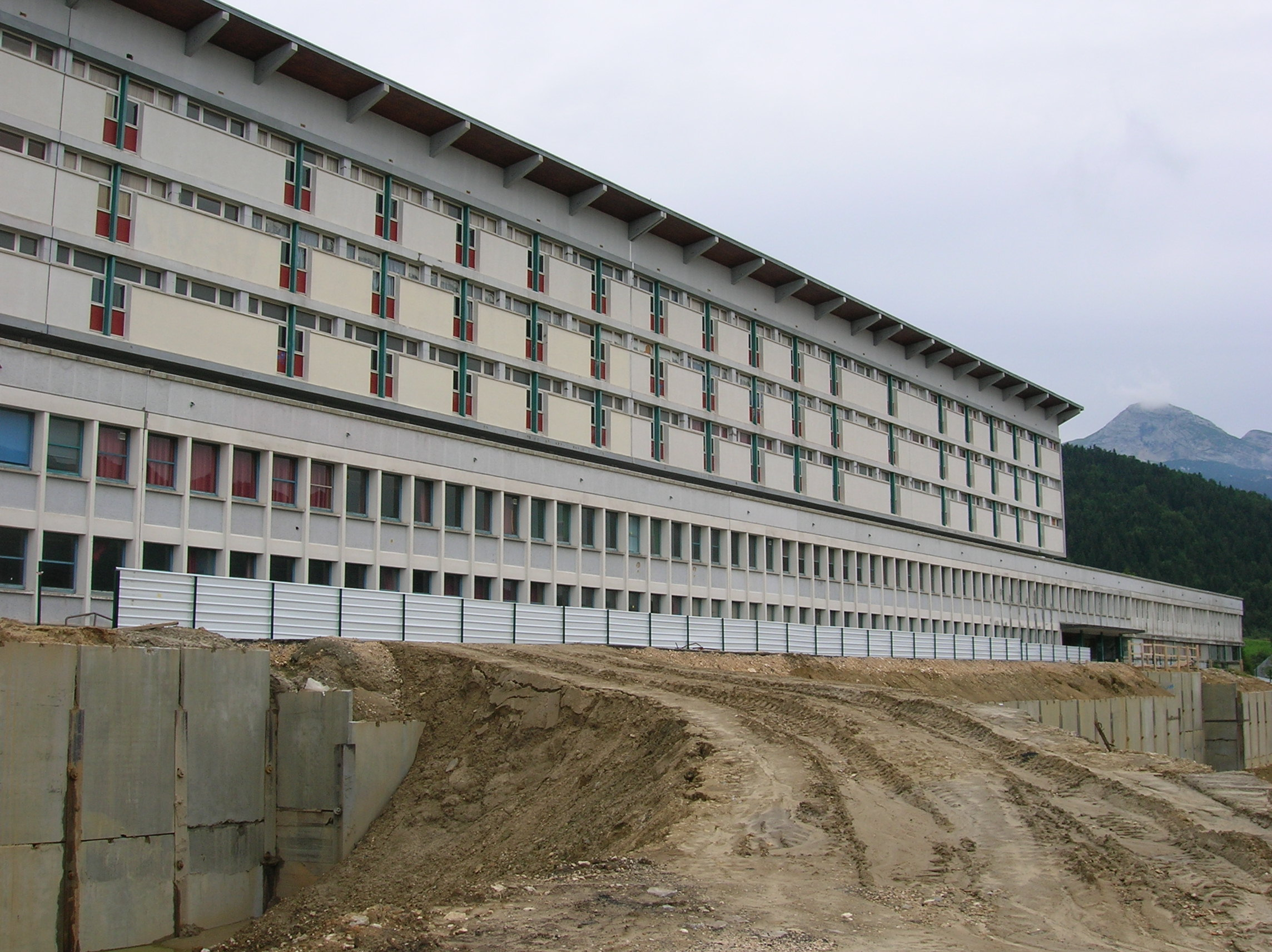
Das 1964 eröffnete lycée climatique Jean Prévost
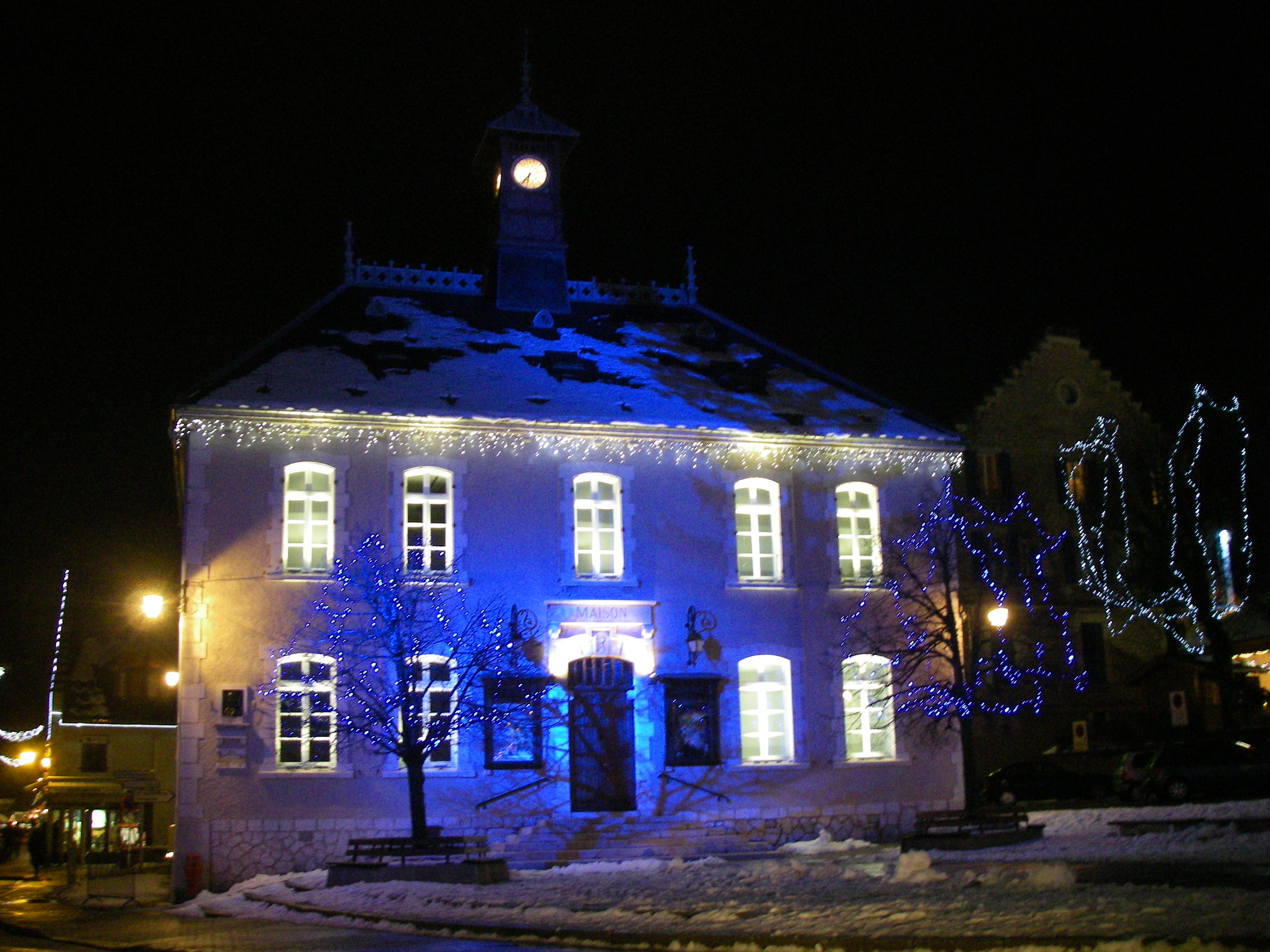
Das Rathaus im Winter 2011/12

## Verkehr
Der nächstgelegene Bahnhof befindet sich in Grenoble in etwa 35 km Entfernung. Von 1920 bis 1938 war Villard-de-Lans durch eine elektrische Straßenbahn mit Grenoble verbunden. Heute wird der Innerorts- und Überlandverkehr mit Omnibussen betrieben.
Im Jahr 2006 beschloss der Gemeinderat den Bau einer 6 km langen Zahnradbahn, die das Dorf mit der Feriensiedlung verbinden sollte. Hierzu sollten die Fahrzeuge der stillgelegten Zahnradbahn Lausanne–Ouchy übernommen werden. Diese Entscheidung wurde im Jahr 2008 jedoch wegen der hohen Kosten annulliert.

## Etappenort der Tour de France
Von 1985 bis 2020 war Villard-de-Lans zwölfmal ein Etappenort der Tour de France.

## Persönlichkeiten
- André Blusset (1904–1994), Skilangläufer
- Patrice Pellat-Finet (* 1952), Skirennläufer
- Martin Fourcade (* 1988), Biathlet